# Louis-Furcy Grognier
Louis Furcy Grognier ( 20 de abril de 1774, Aurillac (hoy en el Departamento Cantal) - 7 de octubre de 1837, Lyon (Rhône) fue un naturalista francés, profesor y luego director de la Escuela nacional veterinaria de Lyon. Estuvo casado con Julie Magne, hermana del también naturalista Jean-Henri Magne.

## Biografía
Era aborigen de Aurillac, del primer matrimonio, en 1772, de Antoine Grognier (1744-1787), notario del comienzo de la primera corte de Aurillac, y de Françoise Bruel, no debe confundirse con sus hermanos llamados Louis-Furcy como él : Louis-Furcy el abogado, apodado Mirabeau de Aurillac (1777-1832), Louis-Furcy el escultor (1783-1817), Louis-Furcy de le Maire, alcalde de Aurillac y presidente de la Sociedad cantalienne (1787-1863) nacido del 2º matrimonibo de Antoine en 1785 con Suzanne Combe.
En Aurillac, efectuó mediocres estudios. Enganchado para la Armada, ingresó en una escuela especial en Bordeaux, pero suprimida durante la Revolución. Luego regresó con sus padres, y, obligado a cambiar de carrera, es aceptado como estudiante en la Escuela de Veterinaria de La Guillotière, dirigido por Bredin.
Grognier se hace amigo del hijo de su maestro, Raphaël Bredin, que más tarde sucedió a su padre en el lugar del director de la escuela. Ganó premios, y obtiene el puesto de repetidor. La familia sufre los acontecimientos revolucionarios, y Grognier recibe el apoyo de su maestro. Él luchó en el sitio de Lyon, contra el ejército de la república, y ocupa un lugar en la administración municipal. Forzado, después de la rendición, tomó servicio en el ejército bajo un nombre falso, e hizo campaña en la Vendée, donde pudo usar su conocimiento en un depósito de caballería. Más afortunado que muchos otros habitantes de Lyon, regresó en el año VII (1799), reanudando su trabajo en la Escuela de veterinaria. Obtuvo el cargo de bibliotecario de la escuela, y más tarde, tras concursar, profesor de botánica médica.
Luego pasó a una cátedra en relación con sus gustos, hasta su muerte: zoología, higiene, multiplicación de animales domésticos, jurisprudencia veterinaria. La primera publicación de Grognier fue Notice historique et raisonné sur C. Bourgelat, fondateur des écoles vétérinaires, où l’on trouve un aperçu statistique sur ces établissements (Paris : Mme Huzard, Lyon, Reymann & Cie, 1805, in-8°, VI-252 pp.) con el estado del arte antes de Bourgelat, y algunas observaciones acerca de la fundación y organización de las escuelas de veterinaria.
Compuso muchos folletos, resúmenes, informes. En 1833, publicó dos libros que se convirtieron en indispensable para los estudiantes de las escuelas de veterinaria, a saber, un Cours d’hygiène vétérinaire y un Cours de zoologie vétérinaire, publicados de nuevo en el año de su muerte, en 1837.
Además de estas obras, publicó algunos artículos en la colección de registros de actas de la Sociedad de Agricultura, Ciencias Naturales y las artes útiles de Lyon (1812, 1813, 1817, 1822, 1824).

## Las Sociedades de Lyon
El Imperio y el Concordato de julio de 1801, redujeron la libertad de asociación y de culto. Varias asociaciones religiosas o literarias, mientras que se creaban en Lyon, algunos alentados por el cardenal Fesch, tío del primer cónsul, otros en la estela de la Ilustración de Willermoz.

### Sociedad literaria
Louis-Furcy Grognier fundó el « Cercle littéraire » de Lyon donde frecuentaban Jean-Marie de Gérando, Juliette Récamier, André-Marie Ampère, Pierre-Simon Ballanche.

### Sociedad cristiana
Con Ampère fundaron el 4 ventoso del año XII, una efímera « Sociedad cristiana » cuyos antecedentes son conocidos hoy, afortunadamente, por los extractos de Claude Valson en su biografía de Ampère. Tenía siete miembros fundadores : André Ampère, prEsidentE, Claude-Julien Bredin (1776-1854)(hijo del director de la Escuela de Veterinaria), secretario, Chatelain, Deroche, Louis-Furcy Grognier, Barret, y Ballanche (1776-1847), más tarde se unieron diez socios : Bonjour, Deplace, Coste, de Moidieu, Perrier, Désalines d'Ambérieu, Deplace jr., Tissier, Cholet, Peissonneau.
En la segunda sesión, 11 ventoso del año XII, Ampère, en su calidad de presidente, recordó a la asamblea que 

el propósito de la reunión es la búsqueda de la verdad, y que cada miembro debe contribuir a este objetivo, todos sus recursos. Se formaría una idea falsa de la Sociedad cristiana, si se pensaba que los puntos de vista allí no serán libres? Se permitirá a todos a plantear dudas y hacer objeciones. ¿Qué es el hombre, sino el estudio más grande? ¿No es de sí mismo? El conocimiento de su futuro destino, y su relación con su creador, ¿no es lo más valioso? La estancia del hombre en la tierra no es el propósito de su creación

.
Son los temas abordados en el acta de esa reunión : 

- M. Bredin : importancia del conocimiento del destino del hombre. 

- M. Grognier : ¿descubre el hombre que está en el medio de conocer su destino ? 

- M. Ballanche : En caso, ¿puede haber una revelación ? 

- M. Barret : ¿ La revelación porta de por sí caracteres esencialmente divinos ? 

- M. Deroche : Historia de la revelación desde el principio del mundo. 

- M. Ampère : Declaración de la evidencia histórica de la revelación. 

- M. Châtelain : Comparación de la moral cristiana y los filósofos. 

- M. Ballanche : Influencia del cristianismo sobre el género humano."
La Sociedad cristiana rápidamente se restringió a una pequeña Academia o Sociedad Psicológica que reunía a solo Ampère, Ballanche, Roux Bordier y Gasparin (17). Y se dispersa cuando el presidente finalmente abandona Lyon en octubre de 1804.

## La vaca colorada de Haute-Auvergne

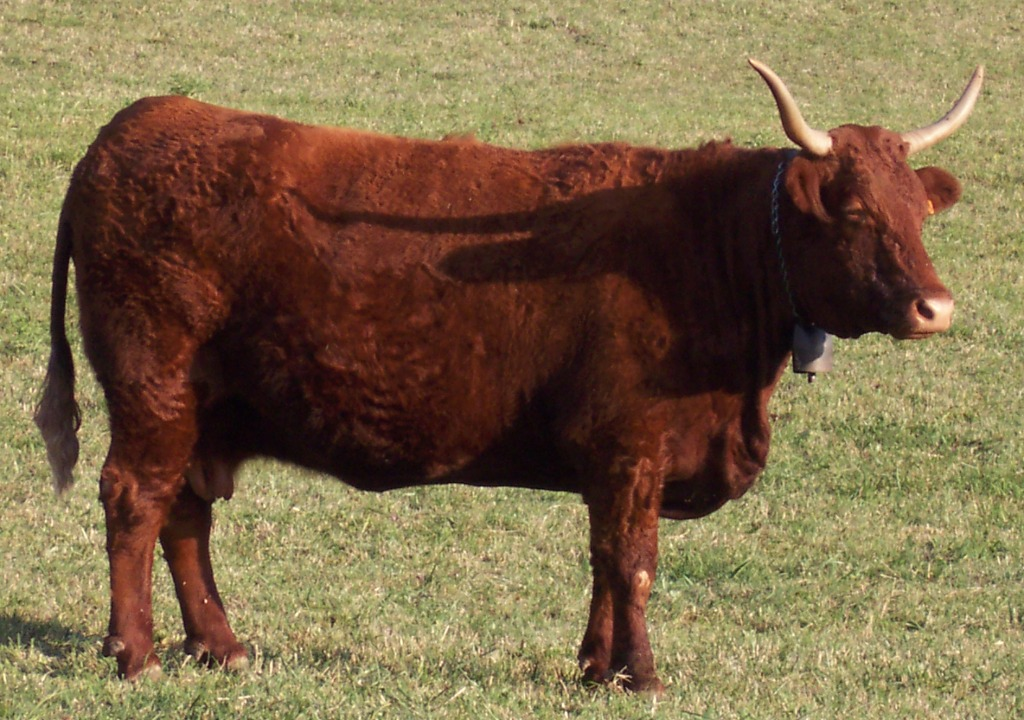
Una vaca de Salers

La raza bovina vaca colorada, « la más bella de las hijas del ancestro bóvido Aurochs », est la fierté des auvergnats de la Montagne. Dans ses Recherches sur le bétail de Haute-Auvergne, publié en 1831, Grognier est le premier à décrire de manière détaillée la variété rouge pure qui passe pour la meilleure parmi les bovins dits « auvergnats » et qui est présente surtout dans la région de Salers. Dans cette monographie, il fait le point sur les conditions d'élevage des bovins en 1831 (organisation et économie) et particulièrement des Salers dont la capacité d'amélioration lui paraît la plus évidente. La composition des vacheries, les habitudes de nourriture (hivernage, déprimage, transhumance), la description des veaux, taureaux et bœufs de labour, des vaches à lait, le conflit entre Cantal et Gruyère, le domptage, les maladies, etc., sont tour à tour pris en compte.
Ses travaux seront repris par Tyssandier d'Escous. Alfred Durand dira de lui : « il est injuste que Grognier ne soit pas considéré comme l'un des créateurs de la belle race bovine cantalienne ».

## El caballo
Su Cours de multiplication des animaux domestiques contiene una interesante historia de "pueblos" de caballerizas.

## Algunas publicaciones
- Notice historique et raisonné sur C. Bourgelat, fondateur des écoles vétérinaires, où l’on trouve un aperçu statistique sur ces établissements. Paris : Mme Huzard, Lyon : chez Reymann et Cie, 1805, in-8°, VI-252 pp.
- Règlement de la société littéraire, dite « Cercle littéraire », fondée à Lyon par Grognier, Ballanche, Brégot du Lut, Jean-Antoine Ozanam, etc., Lyon, 1807
- Rapport sur l’épizootie régnante, présenté à M. le comte de Bondy, préfet du département du Rhône (…) le 17 mai 1814, Lyon : Impr. de Ballanche, 1814, in-4°
- Rapport sur l'établissement pastoral de Mr le Baron de Stael à Coppet, Lyon : Impr. J.M. Barret, 1827, in-8°, 56 pp. OCLC 25602580
- Considérations sur l’usage alimentaire des végétaux cuits, pour les herbivores domestiques [imprimées par ordre de la Société d’agriculture, histoire naturelle et arts utiles de Lyon], Lyon : Impr. de J.-M. Barret, 1831, in-8°, 40 pp.
- Recherches sur le bétail de Haute-Auvergne, et particulièrement sur la race bovine de Salers, Paris : Mme Huzard, 1831, in-8°, 151 pp. reeditó Riom-ès-Montagnes, 2007
- [Précis d’un] Cours d’hygiène vétérinaire, ou principes d’après lesquels on doit conduire et gouverner les animaux domestiques, alimentation et habitudes des animaux, stabulation, pâturages, prairies, fourrages, leur valeur nutritive et comparative, leur altération et leurs effets dans l’économie animale, grains, son, légumineux, végétaux cuits, abreuvoirs, température et son influence, pansage, bains, lotions, harnachement des chevaux et des bœufs, tondage et ses effets… Lyon : Impr. de J.-M. Barret, 1833, in-8°, 427 pp. 2ª ed. revisada y aumentada, 1837, Paris : Mme Huzard, in-8°, 512 pp.
- [Précis d’un] Cours de zoologie vétérinaire, ou description spécifique des caractères zoologiques, des races, du naturel, des services et des produits des animaux, suivi de notions raisonnées sur les insectes nuisibles et utiles, Lyon : Impr. de J.-M. Barret, et Paris : Mme Huzard, 1833, in-8°, 594 pp. 2ª ed. revisada y aumentada, 1837, Paris : Mme Huzard, in-8°, 272 pp.
- [Précis d’un] Cours de multiplication et de perfectionnement des principaux animaux domestiques, où l’on traite de leurs services et de leurs produits, Paris : Mme Huzard, 1834, in-8° ; 2ª ed. Paris : Mme Huzard, et Lyon : chez Savy, 1838, in-8°, 634 pp. 3ª ed. revisada y aumentada de ‘considérations générales sur l’amélioration des races et d’un traité sur les porcs’, por H. Magne (profesor de higiene en Escuela real veterinaria de Lyon) París : Bouchard-Huzard, chez Germer-Baillière, et au bureau des Annales de l’agriculture française, et Lyon : Ch. Savy jeune, 1840-1841, in-8°, XL-709 pp.
- De l’engraissement des veaux, des bœufs et des vaches, Paris, 1837, in-12, 51 pp.
- Zoología veterinaria. Tradujo al castellano Fernando Sampedro y Guzmán. Editor Imprenta T. Fortanet, 237 pp.

## Honores
Miembro de
- la Sociedad de Agricultura, donde fue Secretario Permanente
- la Sociedad de Medicina
- la Academia de Bellas Letras
- la Comisión de Salubridad, y muchas veces tuvo ocasión de hablar en diversos objetos